# 로스앤젤레스 카운티 미술관

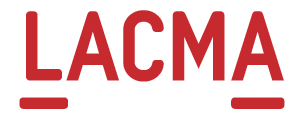
로고

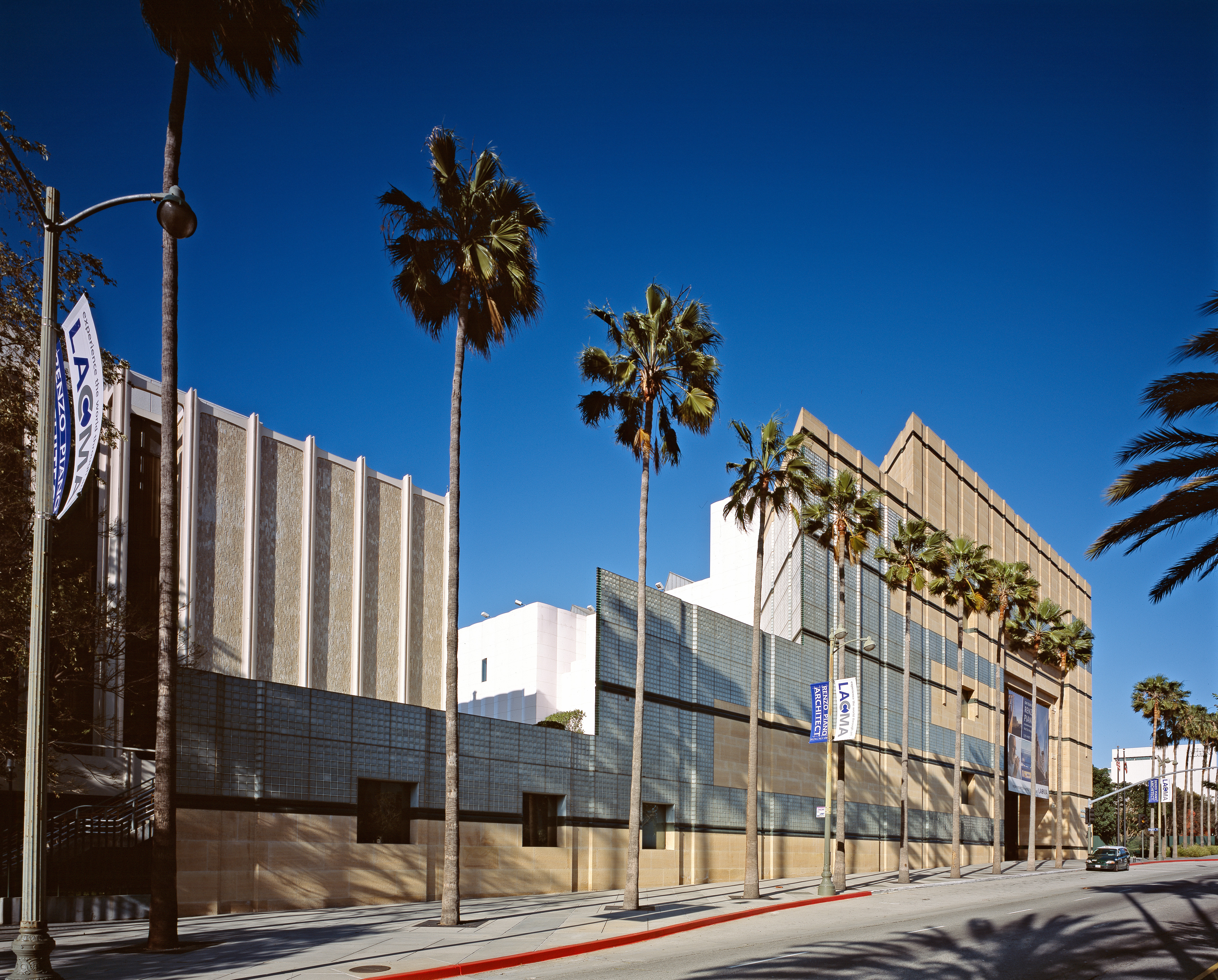
로스앤젤레스 카운티 미술관

로스앤젤레스 카운티 미술관(Los Angeles County Museum of Art, LACMA)은 미국 캘리포니아주 로스앤젤레스에 위치한 미술관이다.

## 같이 보기
- 라브레아 타르 웅덩이